# Tin Zaouatine
Tin Zaouatine là một đô thị thuộc tỉnh Tamanghasset, Algérie. Dân số thời điểm năm 2002 là 2.314 người.